# Soldanella hungarica
Soldanella hungarica là một loài thực vật có hoa trong họ Anh thảo. Loài này được Simonkai miêu tả khoa học đầu tiên.